# Tanoh Tinggir
Tanoh Tinggir is een bestuurslaag in het regentschap Simalungun van de provincie Noord-Sumatra, Indonesië. Tanoh Tinggir telt 1112 inwoners (volkstelling 2010).